# Caledonia Gladiators
I Caledonia Gladiators sono una società cestistica avente sede a Glasgow, in Scozia.
Milita nella massima divisione del Regno Unito, la British Basketball League.

## Storia
I Caledonia Gladiators sono l'unica società professionistica di basket presente in Scozia e nella lega del Regno Unito, la British Basketball League. Vennero fondati nell'estate del 1998 ed originariamente la sede si trovava ad Edimburgo da lì il nome Edimburgo Rocks. In precedenza vi erano altre due squadre i Rangers Glasgow e i Murray Livingston, ma ebbero breve vita.
La stagione di debutto, 1998–99, con le partite giocate a Meadowbank a Edimburgo, con la guida del coach americano Jim Brandon vede la formazione scozzese con un record di 12 partive vinte e 24 perse.
La stagione seguente vide la divisione della BBL in due gironi, e i Rocks nel girone nord finì terzo qualificandosi per i play-off. Dopo essere riusciti a sconfiggere la Thames V. Tigers 68-64 nei quarti di finale, furono fermati dal Manchester Magic in semifinale per 88-84.
Jim Brandon venne sostituito da Greg Lockeridge la stagione successiva, 2000–01, che fu povera di soddisfazioni con la sostituzione dello stesso Lockeridge con il giocatore veterano Iain MacLean come giocatore-allenatore.
Un passaggio significativo si verificò 12 mesi più tardi quando la società venne rinominata Scottish Rocks e si trasferì alla Braehead Arena di Glasgow per la stagione 2002-03. Fu la stagione della vittoria in BBL sconfiggendo i Brighton Bears 83-76.
Con la partenza di Wall Coach arrivò dai Bears Steve Swanson che guidò il club a tre finali importanti. Nel 2005-06 ha visto i Rocks arrivare al secondo posto in campionato dietro il Newcastle Eagles ed in finale ha visto i Rocks e Eagles con questi ultimi vincitori per 83-68.
Le due formazioni si sono nuovamente incontrate nelle stagione successiva in finale, con il Newcastle che s'impose sui Rocks per 95-82. Lo stesso anno perse la finale di Coppa della BBL contro i Guildford Heat per 81-78. Con la partenza Swanson arrivò l'allenatore tedesco Thorsten Leibenath che rimase con il club solo un anno prima di tornare in Germania per diventare head coach dei Gießen 46ers. Questo ha spianato la strada per il giocatore Rocks Sterling Davis.
Davis ha portato il club a un quinto posto nella stagione 2007-08, con un record di 18-15 e un posto nella finale della Coppa della BBL. La stagione 2008-09 ha visto le "Rocce" arrivare al settimo posto in classifica ed uscendo al primo turno del play-off.
La stagione 2009-10 vide Sterling portare la squadra al terzo posto in campionato con un record di 23-13. I Rocks persero le finali con gli Everton Tigers per 80-72.

## Cronistoria
| Stagione        | Leg./Div. | Sta. reg. | G  | V  | P  | Pu. | Play Offs        | BBL Trophy       | BBL Cup          |
| --------------- | --------- | --------- | -- | -- | -- | --- | ---------------- | ---------------- | ---------------- |
| Edinburgh Rocks |           |           |    |    |    |     |                  |                  |                  |
| 1998–99         | BBL       | 9°        | 36 | 12 | 24 | 24  | NQ               | 1º turno         | 1º turno         |
| 1999–2000       | BBL N     | 3°        | 36 | 19 | 37 | 38  | Semifinale       | 1º turno         | Semifinale       |
| 2000–01         | BBL N     | 7°        | 36 | 5  | 31 | 10  | NQ               | 1º turno         | 1º turno         |
| 2001–02         | BBL N     | 4°        | 32 | 13 | 19 | 26  | 1º turno         | 1º turno         | Quarti di finale |
| Scottish Rocks  |           |           |    |    |    |     |                  |                  |                  |
| 2002–03         | BBL       | 6°        | 40 | 22 | 18 | 44  | Campione         | 1º turno         | 1º turno         |
| 2003–04         | BBL       | 4°        | 36 | 23 | 13 | 46  | Quarti di finale | Semifinale       | Finalista        |
| 2004–05         | BBL       | 6°        | 40 | 19 | 21 | 38  | Semifinale       | 1º turno         | Finalista        |
| 2005–06         | BBL       | 2°        | 40 | 29 | 11 | 58  | Finalista        | Semifinale       | Semifinale       |
| 2006–07         | BBL       | 4°        | 36 | 22 | 14 | 44  | Finalista        | 1º turno         | Finalista        |
| 2007–08         | BBL       | 5°        | 33 | 18 | 15 | 36  | Quarti di finale | Group Stage      | Semifinale       |
| 2008–09         | BBL       | 7°        | 33 | 16 | 17 | 32  | Quarti di finale | Group Stage      | 1º turno         |
| Glasgow Rocks   |           |           |    |    |    |     |                  |                  |                  |
| 2009–10         | BBL       | 3°        | 36 | 23 | 13 | 46  | Finalista        | Quarti di finale | 1º turno         |
| 2010–11         | BBL       | 6°        | 33 | 18 | 15 | 36  | Quarti di finale | Group Stage      | Quarti di finale |
| 2011–12         | BBL       | 5°        | 30 | 16 | 14 | 32  | Semifinale       | Group Stage      | Quarti di finale |
| 2012–13         | BBL       | 3°        | 33 | 21 | 12 | 42  | Quarti di finale | Quarti di finale | Quarti di finale |
| 2013–14         | BBL       | 10°       | 33 | 13 | 20 | 26  | NQ               | Finalista        | Quarti di finale |
| 2014–15         | BBL       | 5°        | 36 | 21 | 15 | 42  | Quarti di finale | Quarti di finale | Finalisita       |
| 2015–16         | BBL       | 5°        | 33 | 19 | 14 | 38  | Semifinale       | Quarti di finale | Quarti di finale |
| 2016–17         | BBL       | 3°        | 33 | 21 | 12 | 42  | Quarti di finale | 1º turno         | Finalista        |
| 2017–18         | BBL       | 4°        | 33 | 21 | 12 | 42  | Semifinale       | 1º turno         | Quarti di finale |
| 2018–19         | BBL       | 5°        | 33 | 18 | 16 | 36  | Quarti di finale | Semifinale       | Finalista        |
| 2019–20         | BBL       | 1º        | 15 | 12 | 3  | 24  | non disputati    | Quarti di finale | Group Stage      |
| 2020–21         | BBL       | 11º       | 30 | 4  | 26 | 8   | NQ               | Semifinale       | Quarti di finale |
| 2021–22         | BBL       | 7°        | 27 | 12 | 15 | 24  | Semifinale       | Semifinale       | Semifinale       |

Note:
- Dal 1999 al 2002 ha milito nella Northern Conference della BBL.
- NQ: Non qualificata.
- La stagione agonistica 2019-2020 non è stata completata per la pandemia Covid-19.

## Impianto sportivo
L'impianto di gioco dei Glasgow Rocks è la Commonwealth Arena and Sir Chris Hoy Velodrome, denominata anche Emirates Arena, realizzato nel 2009 con una capienza per 6.500 spettatori. 

### Precedenti impianti
Gli impianti che hanno ospitato in passato le partite della formazione scozzese sono:
- Meadowbank Arena a Edimburgo, capienza 7.500 posti, utilizzato dal 1998 al 2002.
- Braehead Arena a Glasgow, capienza 5.200 posti, utilizzato dal 2002 al 2008.
- Kelvin Hall International Sports Arena a Glasgow, capienza 1.200 posti, utilizzato dal 2008 al 2012.

## Roster 2023-2024
|    | Naz.                                                     | Ruolo | Sportivo        | Anno | Alt. | Peso | Note |
| -- | -------------------------------------------------------- | ----- | --------------- | ---- | ---- | ---- | ---- |
| 2  | Scozia (bandiera)                                        | C     | Oscar Baldwin   | 1999 | 207  |      |      |
| -  | Serbia (bandiera)                                        | PG    | Mihailo Jovičić | 1999 | 190  |      |      |
| -  | Stati Uniti (bandiera)                                   | GA    | Ian DuBose      | 1999 | 193  |      |      |
| 25 | Bosnia ed Erzegovina (bandiera) · Regno Unito (bandiera) | C     | Fahro Alihodžić | 1989 | 208  |      |      |
| 10 | Stati Uniti (bandiera)                                   | AG    | Princeton Onwas | 1993 | 198  |      |      |
| 9  | Scozia (bandiera)                                        | PG    | Jonny Bunyan    | 1992 | 183  |      |      |
| 6  | Scozia (bandiera)                                        | PG    | Kyle Jimenez    | 1998 | 187  |      |      |
| 7  | Scozia (bandiera)                                        | A     | Fraser Malcolm  | 1996 | 196  |      |      |
| -  | Rep. Ceca (bandiera)                                     | A     | Lukáš Palyza    | 1989 | 201  |      |      |

| = Capitano                               |
| (G) = tesserati per il Settore Giovanile |

### Staff tecnico
| Allenatore: Gareth Murray |
| Assistente:               |

## Allenatori
- 1998-2000  Jim Brandon (31-41) (1-1)
- 2000  Greg Lockridge
- 2000-2001  Iain MacLean
- 2001-2003  Kevin Wall (35-37) (3-1)
- 2003-2006  Steve Swanson (71-45) (3-3)
- 2006-2007  Thorsten Leibenath (22-14) (2-1)
- 2007-2017  Sterling Davis (186-147) (8-11)
- 2017-2018  Tony Garbelotto
- 2018-2019  Darryl Wood
- 2019-2020  Vincent Lavandier
- 2020-2024  Gareth Murray
- 2024  Lluís  Riera(interim)
- 2024-2025  Robbie Peers
- 2025-oggi  Jonathan Bunyan

## Palmarès

### Competizioni Nazionali
- British Basketball League: 1

2002–03

### Altri piazzamenti
- British Basketball League

Finalista (3): 2005-06, 2006-07, 2009-10
- BBL Trophy

Finalista (1): 2013-14
- BBL Cup

Finalista (5): 2003–04, 2004–05, 2006–07, 2014–15, 2016–17